# 小银莲花
小银莲花（学名：Anemone exigua）为毛茛科银莲花属的植物，为中国的特有植物。分布于中国大陆的四川、青海、甘肃、云南、陕西、山西等地，生长于海拔2,000米至3,500米的地区，多生长在山地云杉林中及灌丛中，目前尚未由人工引种栽培。

## 异名
- Anemone exigua Maxim. var. shansiensis B. L. Li et X. Y. Yu